# Miłowice (województwo opolskie)
Miłowice (dodatkowa nazwa w j. niem. Mühlsdorf) – wieś w Polsce, położona w województwie opolskim, w powiecie prudnickim, w gminie Biała. Historycznie leży na Górnym Śląsku, na ziemi prudnickiej. Położona jest na terenie Wysoczyzny Bialskiej, będącej częścią Niziny Śląskiej.
W latach 1975–1998 miejscowość należała administracyjnie do ówczesnego województwa opolskiego.
Według danych na 2011 wieś była zamieszkana przez 132 osoby.

## Geografia

### Położenie
Wieś jest położona w południowo-zachodniej Polsce, w województwie opolskim, około 10 km od granicy z Czechami, na Wysoczyźnie Bialskiej. Należy do Euroregionu Pradziad. Ma charakter rolniczy. Głównymi uprawami są tutaj burak cukrowy, pszenica i rzepak. Leży na terenie Nadleśnictwa Prudnik (obręb Prudnik).

### Środowisko naturalne
W Miłowicach panuje klimat umiarkowany ciepły. Średnia temperatura roczna wynosi +8 °C. Duże zróżnicowanie dotyczy termicznych pór roku. Średnie roczne opady atmosferyczne w rejonie Miłowic wynoszą 623 mm. Dominują wiatry zachodnie.

## Nazwa
9 grudnia 1947 r. nadano miejscowości polską nazwę Miłowice

## Historia
Miłowice są jedną z najstarszych miejscowości w gminie. Pierwsza wzmianka o nich pochodzi z 1319 (Milovan). W 1566 właścicielem Miłowic był Krzysztof Wachtel von Panthenau. Do 1742 wieś należała do powiatu sądowego bialskiego w Monarchii Habsburgów. Po I wojnie śląskiej znalazła się w granicach Królestwa Prus i weszła w skład powiatu prudnickiego w prowincji Śląsk.

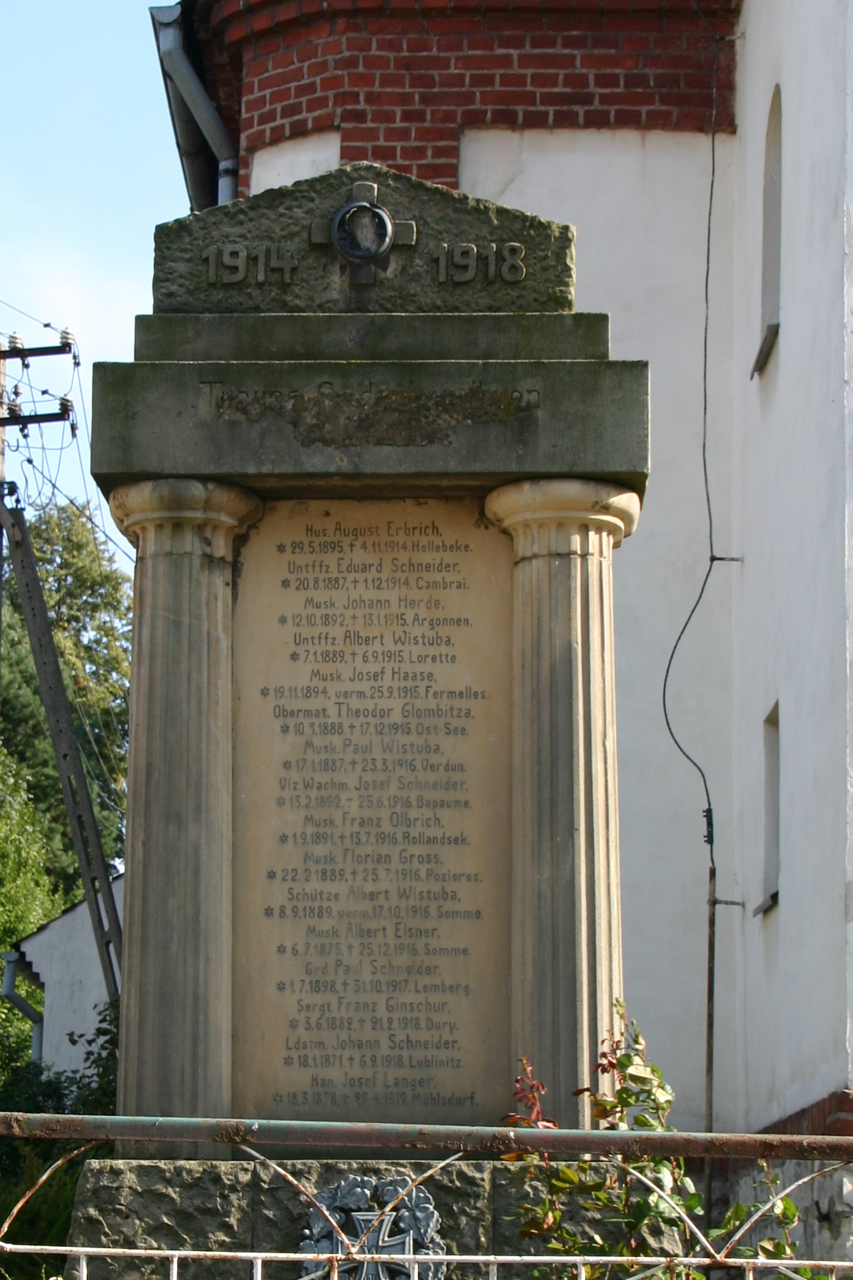
Pomnik upamiętniający mieszkańców wsi, którzy zginęli podczas I wojny światowej

Wieś posiadała swoją własną pieczęć, która przedstawiała w polu wspiętego lwa trzymającego cep, zwróconego w prawo, a w otoku napis: MUHLSDORFF: GEM: SIG: / NEYSTAETER CREYS (pol. Gmina Miłowice / Powiat Prudnicki). Według spisu ludności z 1 grudnia 1910, na 268 mieszkańców Miłowic 230 posługiwało się językiem niemieckim, 26 językiem polskim, a 2 było dwujęzycznych. W 1921 w zasięgu plebiscytu na Górnym Śląsku znalazła się tylko część powiatu prudnickiego. Miłowice znalazły się po stronie zachodniej, poza terenem plebiscytowym. W latach 20. XX wieku w Miłowicach powstał pomnik upamiętniający 15 mieszkańców wsi, którzy zginęli podczas I wojny światowej.

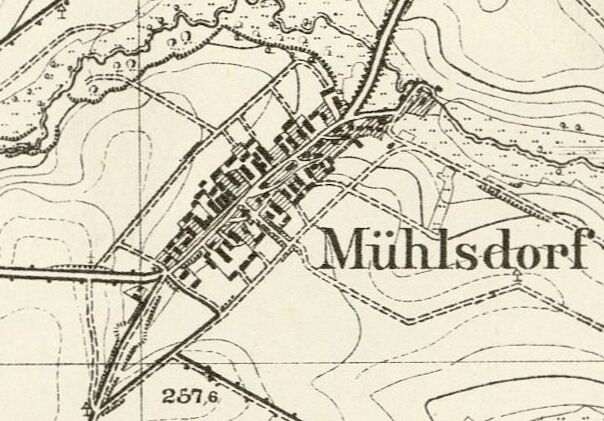
Miłowice na mapie z 1930

Według Głównej Komisji Badania Zbrodni Niemieckich w Polsce, podczas II wojny światowej w Miłowicach zamordowano 1 obywatela Polski.
W latach 1945–1950 Miłowice należały do województwa śląskiego, a od 1950 do województwa opolskiego.
W latach 1945–1954 wieś należała do gminy Śmicz.
Po 1945 polskie władze nakazały pokrycie warstwą tynku tablic z nazwiskami na pomniku poległych w Miłowicach. Tynk został usunięty w latach 80. XX wieku. W 1949 we wsi znajdowały się między innymi: szkoła podstawowa prowadzona przez Inspektorat Szkolny w Prudniku, krawiec.

## Mieszkańcy
Miejscowość zamieszkiwana jest przez ludność napływową, przybyłą na Śląsk z Kresów Wschodnich po 1945 w wyniku przymusowych przesiedleń ludności polskiej.

### Liczba mieszkańców wsi
- 1871 – 454[23]
- 1885 – 412[24]
- 1905 – 283[25]
- 1910 – 268[15]
- 1933 – 247[26]
- 1939 – 233[26]
- 1966 – 179[27]
- 1998 – 159[28]
- 2002 – 124[28]
- 2009 – 125[28]
- 2011 – 132[28]
- 2013 – 124[29]

## Zabytki
Zgodnie z gminną ewidencją zabytków w Miłowicach chronione są:
- kaplica filialna pw. świętych Piotra i Pawła
- most drogowy, droga powiatowa 1613

## Gospodarka
W Miłowicach siedzibę ma firma Waniek Bernard, zrzeszona w Cechu Rzemieślników i Przedsiębiorców w Prudniku.

## Transport

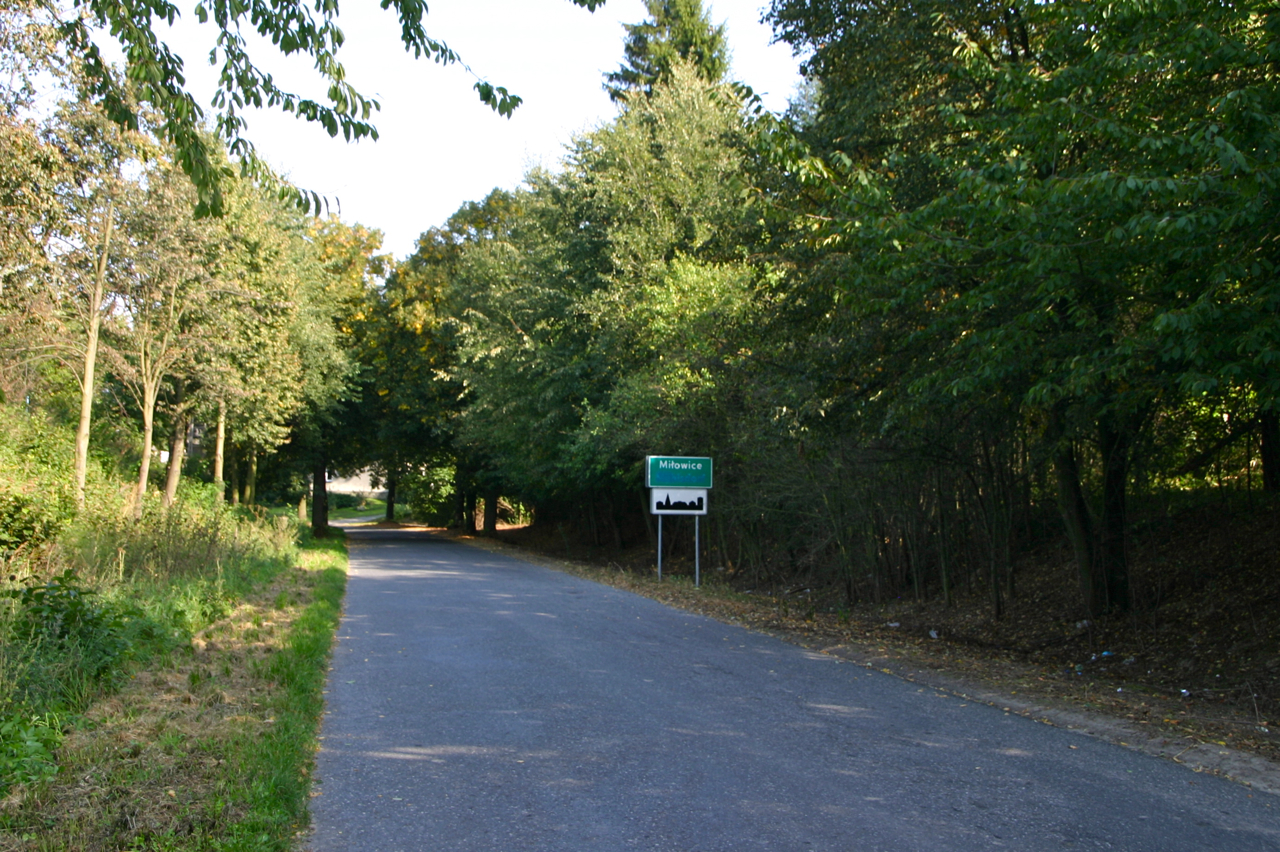
Wjazd do Miłowic od strony Kolnowic (droga powiatowa nr 1613O)

W zarządzie Wydziału Drogownictwa Starostwa Powiatowego w Prudniku znajduje się droga powiatowa nr 1613O relacji Prudnik – Czyżowice – Laskowiec – Kolnowice – Miłowice – Śmicz.
Miłowice posiadają połączenia autobusowe z Białą, Korfantowem, Prudnikiem, Rzymkowicami. We wsi znajduje się jeden przystanek autobusowy.

## Religia
Katolicy z Miłowic należą do parafii św. Katarzyny Aleksandryjskiej w Śmiczu (dekanat Biała). We wsi znajduje się kaplica św. Łukasza Ewangelisty.

## Turystyka
Oddział PTTK „Sudetów Wschodnich” w Prudniku ustanowił turystyczną Odznakę Krajoznawczą Ziemi Prudnickiej, którą zdobywa się poprzez zwiedzenie odpowiedniej liczby obiektów w miejscowościach położonych na ziemi prudnickiej, w tym w Miłowicach. Przez Miłowice przebiega trasa Kolarskiego Rajdu Dookoła Ziemi Bialskiej, za przejechanie którego PTTK Prudnik przyznaje odznakę.

### Szlaki turystyczne
Przez Miłowice prowadzą szlaki turystyczne:
- Szlakami bociana białego (27 km): Biała – Prężyna – Miłowice – Śmicz – Pleśnica – Grabina – Otoki – Wasiłowice – Biała[37]
- Szlakiem zabytkowych kościołów (9,12 km): Prężyna – Biała – Śmicz – Miłowice – Kolnowice – Otoki – Ligota Bialska – Krobusz – Dębina – Łącznik – Mokra – Żabnik – Gostomia – Solec – Olbrachcice[38]

### Szlaki rowerowe
Przez Miłowice prowadzi szlak rowerowy:
- Trasa rowerowa PTTK nr 263-n: Biała – Wasiłowice – Otoki – Grabina – Kolonia Otocka – Puszyna – Pleśnica – Śmicz – Miłowice – Prężyna – Biała

## Bezpieczeństwo

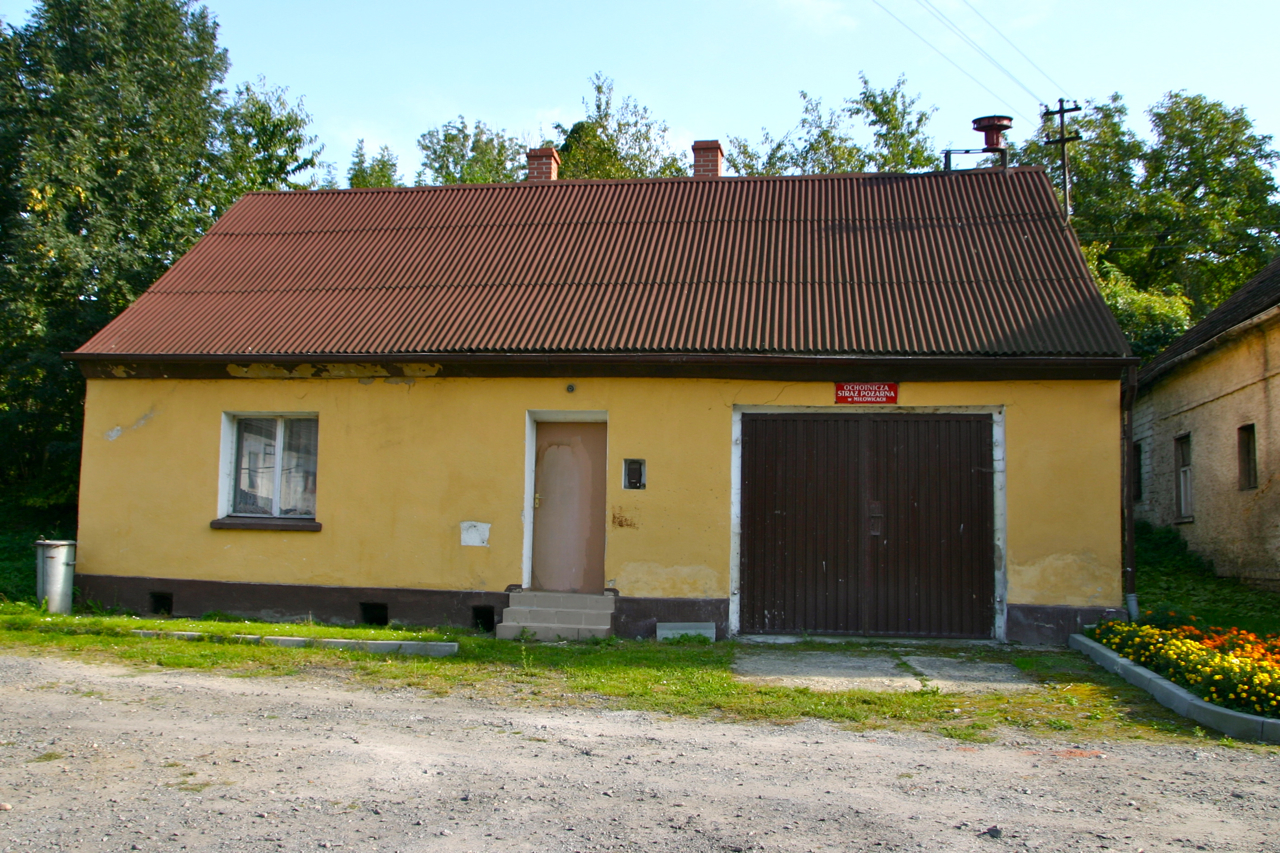
Remiza OSP Miłowice

Miejscowość jest pod opieką dzielnicowego rejonu służbowego nr 16 Komendy Powiatowej Policji w Prudniku (Posterunek Policji w Białej).
Teren wsi, jak i całej gminy Biała, położony jest w strefie nadgranicznej w związku z czym Straż Graniczna dysponuje, na tym obszarze, specjalnymi kompetencjami w zakresie bezpieczeństwa. Gminę Biała obejmuje zasięgiem służbowym placówka Straży Granicznej w Opolu ze Śląskiego Oddziału SG.

## Ludzie urodzeni w Miłowicach
- Josef Joachim Menzel (ur. 1933), historyk[43]

## Galeria

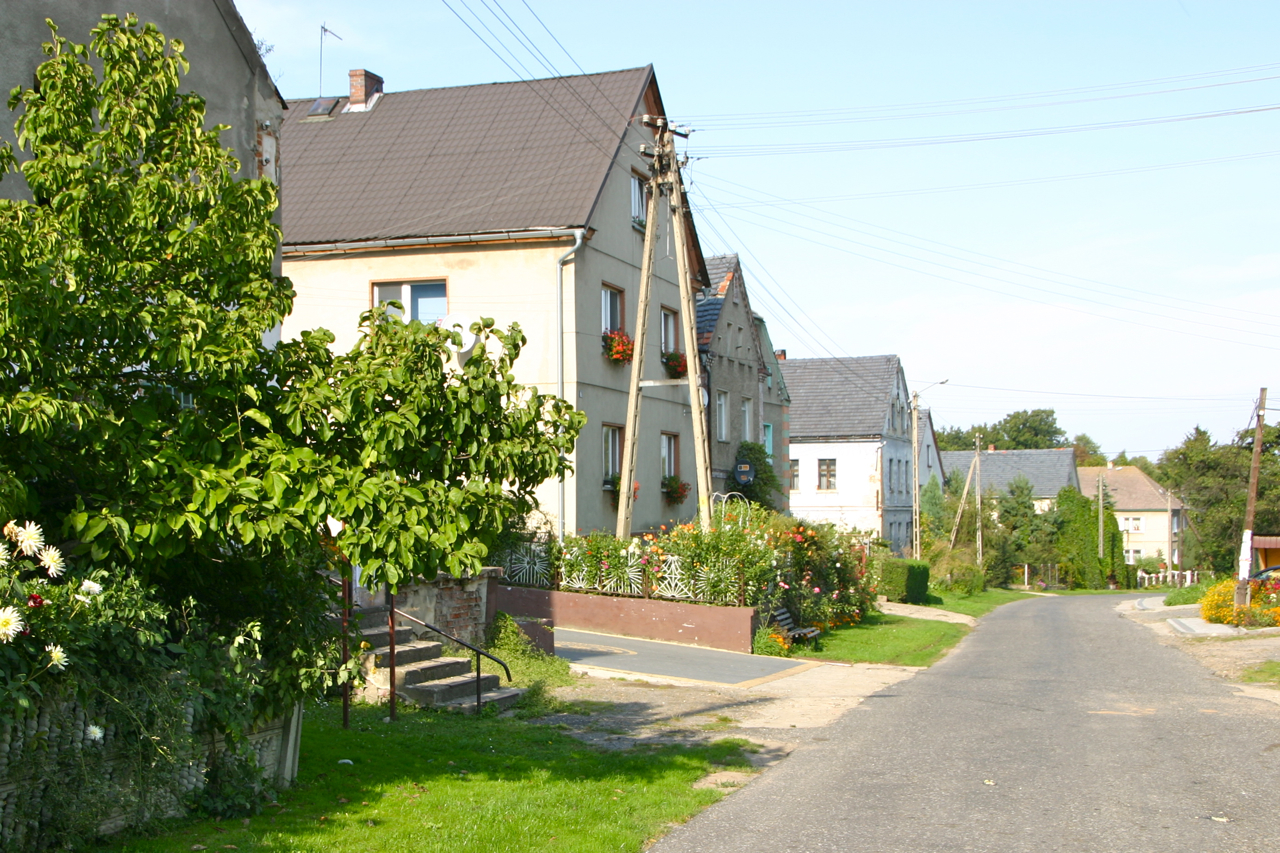
Domy
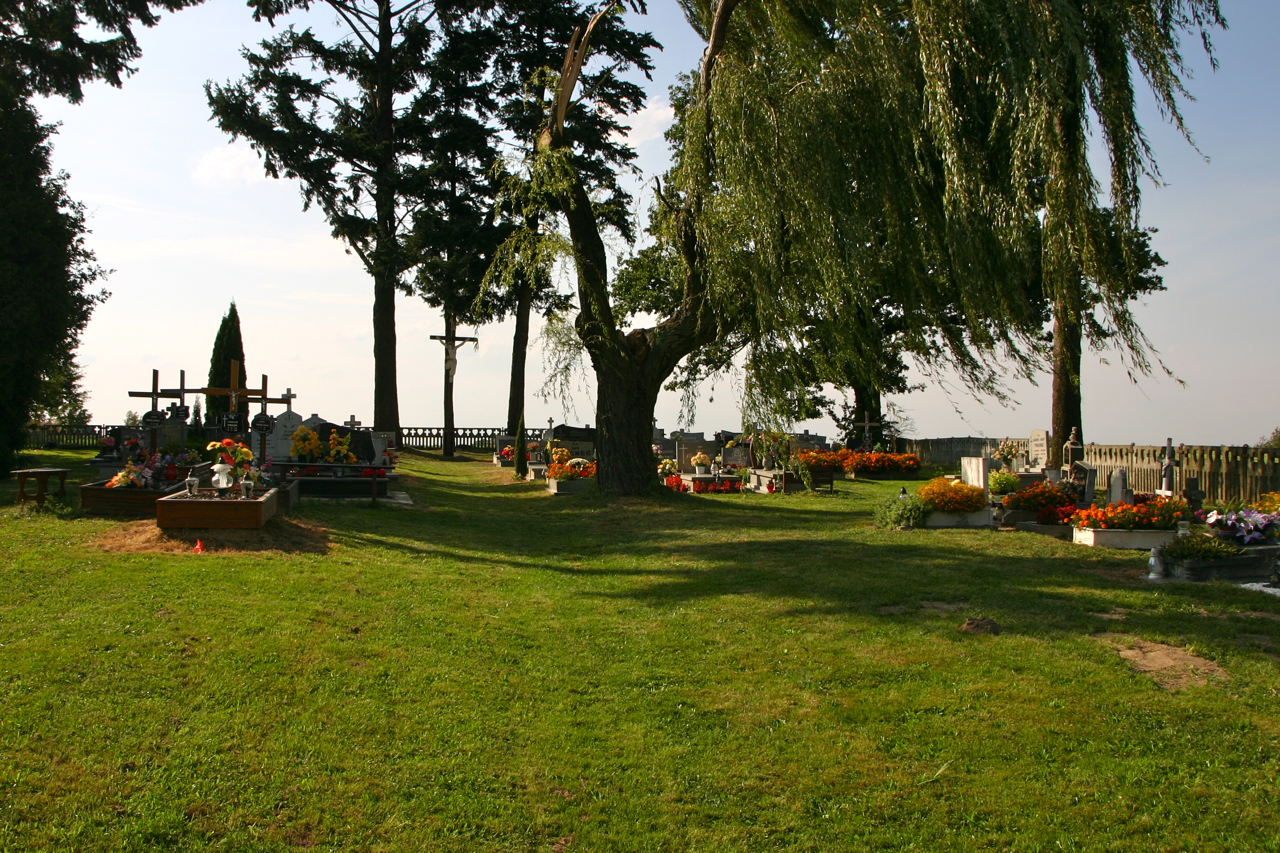
Cmentarz